# Lijst van olympische medaillewinnaars curling
Curling is een van de olympische sporten die op de Olympische Winterspelen worden beoefend. Deze pagina geeft de lijst van olympische medaillewinnaars in deze sport.

## Medailles

### Mannen
| Editie | Goud | Goud                                                                           | Zilver | Zilver | Brons | Brons                                                                              |
| ------ | ---- | ------------------------------------------------------------------------------ | ------ | --- | ----- | ---------------------------------------------------------------------------------- |
| 1924   | GBR  | Robin Welsh William Jackson Laurence Jackson Tom Murray                        | SWE    | Johan Petter Åhlén C. A. V. Kronlund Ture Ödlund Carl Wilheim Petersén Carl-Axel Pettersson Erik O. Severin Karl-Erik Wahlberg Victor Wetterström | FRA   | H. Aldebert Georges Andre A. Benedic P. Canivet F. Cornollet R. Planque            |
|        |      |                                                                                |        | |       |                                                                                    |
| 1998   | SUI  | Dominic Andres Patrick Hürlimann Patrik Lörtscher Daniel Müller Diego Perren   | CAN    | Mike Harris Richard Hart George Karrys Collin Mitchell Paul Savage                                                                                | NOR   | Anthon Grimsmo Stig-Arne Gunnestad Eigil Ramsfjell Jan Thoresen Tore Torvbråten    |
| 2002   | NOR  | Flemming Davanger Torger Nergård Bent Ånund Ramsfjell Pål Trulsen Lars Vågberg | CAN    | Don Bartlett Kevin Martin Carter Rycroft Ken Tralnberg Don Walchuk                                                                                | SUI   | Markus Eggler Damian Grichting Marco Ramstein Andreas Schwaller Christof Schwaller |
| 2006   | CAN  | Mike Adam Brad Gushue Russ Howard Jamie Korab Mark Nichols                     | FIN    | Kalle Kiiskinen Wille Mäkelä Teemu Salo Jani Sullanmaa Markku Uusipaavalniemi                                                                     | USA   | Scott Baird Pete Fenson Joe Polo Shawn Rojeski John Shuster                        |
| 2010   | CAN  | Adam Enright Ben Hebert Marc Kennedy Kevin Martin John Morris                  | NOR    | Thomas Løvold Torger Nergård Håvard Vad Petersson Christoffer Svae Thomas Ulsrud                                                                  | SUI   | Markus Eggler Jan Hauser Toni Müller Ralph Stöckli Simon Strübin                   |
| 2014   | CAN  | Caleb Flaxey Ryan Fry Brad Jacobs E. J. Harnden Ryan Harnden                   | GBR    | Scott Andrews Tom Brewster Greg Drummond Michael Goodfellow David Murdoch                                                                         | SWE   | Niklas Edin Oskar Eriksson Viktor Kjäll Sebastian Kraupp Fredrik Lindberg          |
| 2018   | USA  | Tyler George Matt Hamilton John Landsteiner Joe Polo John Shuster              | SWE    | Niklas Edin Oskar Eriksson Henrik Leek Christoffer Sundgren Rasmus Wranå                                                                          | SUI   | Peter de Cruz Dominik Märki Claudio Pätz Benoît Schwarz Valentin Tanner            |
| 2022   | SWE  | Niklas Edin Oskar Eriksson Daniel Magnussen Christoffer Sundgren Rasmus Wranå  | GBR    | Grant Hardie Bobby Lammie Hammy McMillan Bruce Mouat Ross Whyte                                                                                   | CAN   | Brett Gallant Brad Gushue Marc Kennedy Mark Nichols Geoff Walker                   |

| Land   | Goud | Zilver | Brons | Tot. |
| ------ | ---- | ------ | ----- | ---- |
| CAN    | 3    | 2      | 1     | 6    |
| SWE    | 1    | 2      | 1     | 4    |
| GBR    | 1    | 2      | 0     | 3    |
| NOR    | 1    | 1      | 1     | 3    |
| SUI    | 1    | 0      | 3     | 4    |
| USA    | 1    | 0      | 1     | 2    |
| FIN    | 0    | 1      | 0     | 1    |
| FRA    | 0    | 0      | 1     | 1    |
| Totaal | 8    | 8      | 8     | 24   |

Meervoudige medaillewinnaars
| Succesvolste | Meervoudige         |
| --- | ------------------- |
| 1-1-1 Niklas Edin 1-1-1 Oskar Eriksson 1-1-0 Christoffer Sundgren 1-1-0 Rasmus Wranå 1-1-0 Torger Nergård 1-1-0 Kevin Martin 1-0-1 Brad Gushue 1-0-1 Marc Kennedy 1-0-1 Mark Nichols 1-0-1 Joe Polo 1-0-1 John Shuster | 0-0-2 Markus Eggler |

### Vrouwen
| Editie | Goud | Goud                                                                        | Zilver | Zilver                                                                                    | Brons | Brons                                                                                  |
| ------ | ---- | --------------------------------------------------------------------------- | ------ | ----------------------------------------------------------------------------------------- | ----- | -------------------------------------------------------------------------------------- |
| 1998   | CAN  | Jan Betker Atina Ford Marcia Gudereit Joan McCusker Sandra Schmirler        | DEN    | Jane Bidstrup Helena Blach Lavrsen Dorthe Holm Margit Pörtner Trine Qvist                 | SWE   | Elisabet Gustafson Margaretha Lindahl Louise Marmont Katarina Nyberg Elisabeth Persson |
| 2002   | GBR  | Deborah Knox Fiona MacDonald Rhona Martin Margaret Morton Janice Rankin     | SUI    | Laurence Bidaud Luzia Ebnöther Tanya Frei Mirjam Ott Nadia Röthlisberger                  | CAN   | Kelley Law Diane Nelson Cheryl Noble Julie Skinner Georgina Wheatcroft                 |
| 2006   | SWE  | Ulrika Bergman Cathrine Lindahl Eva Lund Anette Norberg Anna Svärd          | SUI    | Binia Beeli Manuela Kormann Michèle Moser Mirjam Ott Valeria Spälty                       | CAN   | Glenys Bakker Sandra Jenkins Shannon Kleibrink Christine Keshen Amy Nixon              |
| 2010   | SWE  | Kajsa Bergström Anna Le Moine Cathrine Lindahl Eva Lund Anette Norberg      | CAN    | Cori Bartel Cheryl Bernard Carolyn Darbyshire Kristie Moore Susan O'Connor                | CHN   | Liu Jinli Liu Yin Wang Bingyu Yue Qingshuang Zhou Yan                                  |
| 2014   | CAN  | Jennifer Jones Kaitlyn Lawes Dawn McEwen Jill Officer Kirsten Wall          | SWE    | Christina Bertrup Agnes Knochenhauer Maria Prytz Margaretha Sigfridsson Maria Wennerström | GBR   | Vicki Adams Lauren Gray Claire Hamilton Eve Muirhead Anna Sloan                        |
| 2018   | SWE  | Anna Hasselborg Agnes Knochenhauer Sofia Mabergs Sara McManus Jennie Wåhlin | KOR    | Kim Cho-hi Kim Eun-jung Kim Kyeong-ae Kim Seon-yeong Kim Yeong-mi                         | JPN   | Satsuki Fujisawa Mari Motohashi Yumi Suzuki Chinami Yoshida Yurika Yoshida             |
| 2022   | GBR  | Eve Muirhead Vicky Wright Jennifer Dodds Hailey Duff Mili Smith             | JPN    | Satsuki Fujisawa Chinami Yoshida Yumi Suzuki Yurika Yoshida Kotomi Ishizaki               | SWE   | Anna Hasselborg Sara McManus Agnes Knochenhauer Sofia Mabergs Johanna Heldin           |

| Land   | Goud | Zilver | Brons | Tot. |
| ------ | ---- | ------ | ----- | ---- |
| SWE    | 3    | 1      | 2     | 6    |
| CAN    | 2    | 1      | 2     | 5    |
| GBR    | 2    | 0      | 1     | 3    |
| SUI    | 0    | 2      | 0     | 2    |
| JPN    | 0    | 1      | 1     | 2    |
| DEN    | 0    | 1      | 0     | 1    |
| KOR    | 0    | 1      | 0     | 1    |
| CHN    | 0    | 0      | 1     | 1    |
| Totaal | 7    | 7      | 7     | 21   |

Meervoudige medaillewinnaars
| Succesvolste | Meervoudige                                                                                          |
| --- | --- |
| 2-0-0 Cathrine Lindahl 2-0-0 Eva Lund 2-0-0 Anette Norberg 1-1-1 Agnes Knochenhauer 1-0-1 Eve Muirhead 1-0-1 Anna Hasselborg 1-0-1 Sofia Mabergs 1-0-1 Sara McManus | 0-2-0 Mirjam Ott 0-1-1 Satsuki Fujisawa 0-1-1 Yumi Suzuki 0-1-1 Chinami Yoshida 0-1-1 Yurika Yoshida |

### Gemengddubbel
| Editie | Goud | Goud                              | Zilver | Zilver                              | Brons | Brons                               |
| ------ | ---- | --------------------------------- | ------ | ----------------------------------- | ----- | ----------------------------------- |
| 2018   | CAN  | Kaitlyn Lawes John Morris         | SUI    | Jenny Perret Martin Rios            | NOR   | Kristin Skaslien Magnus Nedregotten |
| 2022   | ITA  | Stefania Constantini Amos Mosaner | NOR    | Kristin Skaslien Magnus Nedregotten | SWE   | Almida de Val Oskar Eriksson        |

| Land   | Goud | Zilver | Brons | Tot. |
| ------ | ---- | ------ | ----- | ---- |
| CAN    | 1    | 0      | 0     | 1    |
| ITA    | 1    | 0      | 0     | 1    |
| NOR    | 0    | 1      | 1     | 2    |
| SUI    | 0    | 1      | 0     | 1    |
| SWE    | 0    | 0      | 1     | 1    |
| Totaal | 2    | 2      | 2     | 6    |

Meervoudige medaillewinnaars
| Succesvolste | Meervoudige                                     |
| ------------ | ----------------------------------------------- |
|              | 0-1-1 Kristin Skaslien 0-1-1 Magnus Nedregotten |

Chamonix 1924 · 
Lake Placid 1932 · 
Garmisch-Partenkirchen 1936 (*) · 
Innsbruck 1964 (*) · 
Calgary 1988 · 
Albertville 1992 · 
Nagano 1998 · 
Salt Lake City 2002 · 
Turijn 2006 · 
Vancouver 2010 ·
Sotsji 2014 ·
Pyeongchang 2018 ·
Peking 2022 
Lijst van olympische medaillewinnaars

(*) IJsstokschieten